# 普雷迪格茨圖爾山 (韋特施泰因山脈)

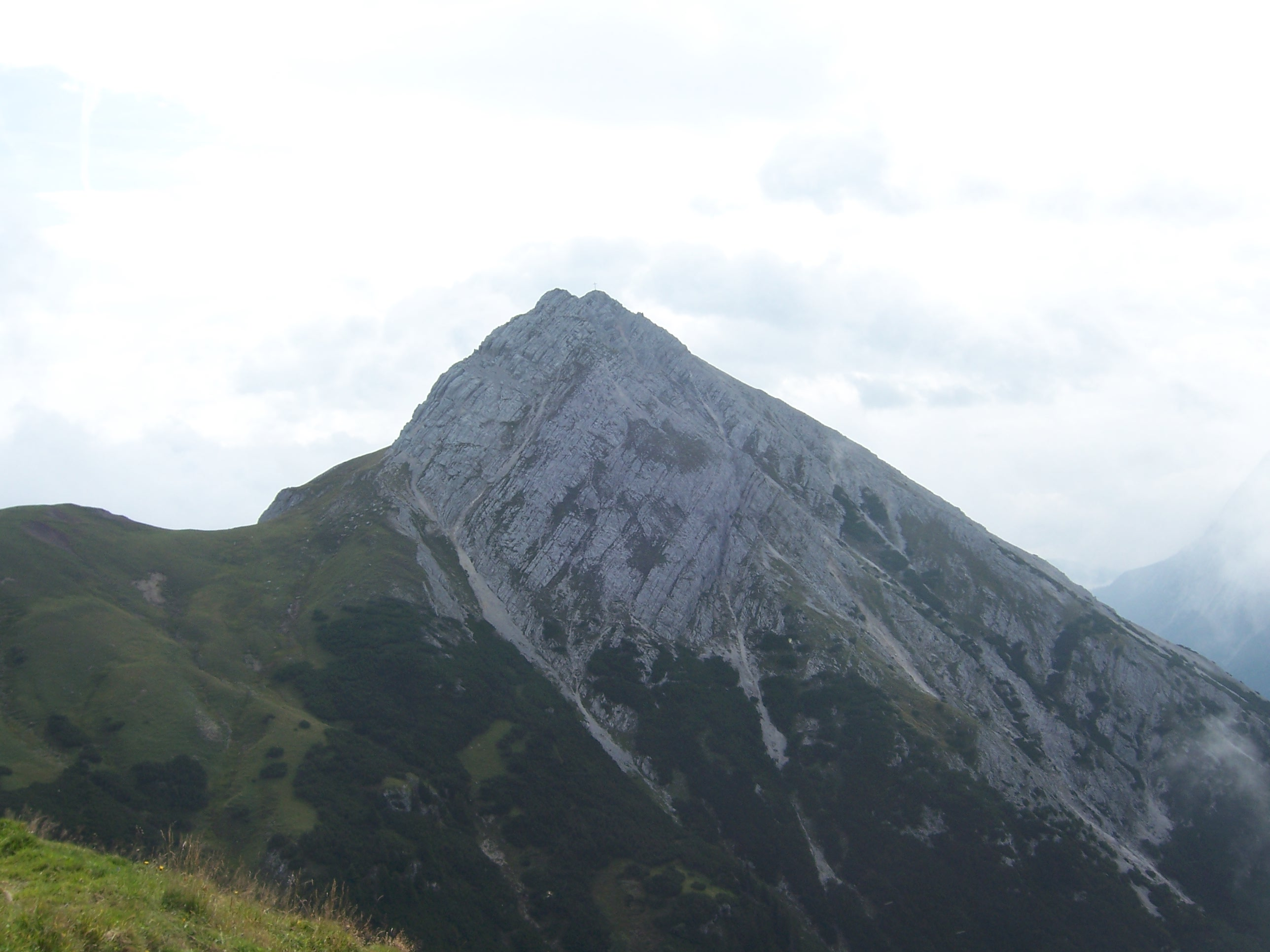

47°23′2″N 11°3′27″E / 47.38389°N 11.05750°E
普雷迪格茨圖爾山（德語：Predigtstuhl），是奧地利的山峰，位於該國西部，由蒂羅爾州負責管轄，屬於韋特施泰因山脈的一部分，距離上瓦納峰0.9公里，海拔高度2,234米。